# Okruchy dnia (film)
Okruchy dnia (ang. The Remains of the Day) – brytyjsko-amerykański film obyczajowy z 1993 roku w reżyserii Jamesa Ivory’ego. Ekranizacja powieści pod tym samym tytułem autorstwa brytyjskiego pisarza pochodzenia japońskiego Kazuo Ishiguro. Ta wyróżniona Nagrodą Bookera książka była trzecią powieścią w karierze tego pisarza. 
Film otrzymał osiem nominacji do Oscara, pięć do nagród Złotego Globu oraz sześć do nagrody BAFTA.

## Opis fabuły
Film jest opowieścią o Stevensie (w tej roli Anthony Hopkins), majordomusie angielskiego lorda, który – w przeciwieństwie do swego pana – jest człowiekiem nie tylko żelaznych zasad, lecz przede wszystkim wielkiej roztropności. Cóż z tego, skoro całe swoje życie podporządkował jednej roli – idealnego sługi. Kierując kilkudziesięcioosobowym zespołem służby we wspaniałej rezydencji sięga po kolejne stopnie perfekcji, wyrzekając się innych możliwości. Nigdy nie związał się – choćby przelotnie – z kobietą, choć zaznał miłości panny Kenton (Emma Thompson), nie wychował syna, choć to właśnie on tłumaczył tajniki seksu lordowskiemu krewniakowi, nie wdawał się w polityczne dyskusje, choć dom był rozpolitykowany, a on miał wszelkie ku temu predyspozycje.

## Obsada
- Anthony Hopkins jako James Stevens
- Emma Thompson jako Sarah "Sally" Kenton
- James Fox jako Lord Darlington
- Hugh Grant jako Reginald Cardinal
- Christopher Reeve jako Jack Lewis
- Peter Vaughan jako William Stevens
- Ben Chaplin jako Charlie
- Tim Pigott-Smith jako Tom Benn
- Michael Lonsdale jako Dupont d’Ivry
- inni

## Produkcja
Zdjęcia do filmu kręcono od września do grudnia 1992 roku w wielu lokacjach na terenie Anglii. Jako fikcyjny Darlington Hall wykorzystano takie wiejskie rezydencje, jak Badminton House i Dyrham Park (hrabstwo Gloucestershire), Corsham Court (Wiltshire) czy Powderham Castle (Devon). 
Szereg scen powstało również w hrabstwie Somerset. Scenę spotkania panny Kenton z panem Bennem nakręcono w historycznym pubie The George Inn w Norton St Philip. Filmowy pan Stevens spędził noc w Hope Pole Inn w wiosce Limpley Stoke. Z kolei nadmorski kurort Weston-super-Mare z wielkim molo posłużył jako miejsce spotkania Stevensa z panną Kenton.

## Odbiór
Film Okruchy dnia spotkał się z pozytywną reakcją krytyków. W serwisie Rotten Tomatoes, 97% z trzydziestu dziewięciu recenzji filmu jest pozytywne (średnia ocen wyniosła 8,4 na 10). Na portalu Metacritic średnia ocen z 11 recenzji wyniosła 84 punkty na 100.

## Nagrody i nominacje
| Rok  | Miejsce                                                      | Nagroda    | Kategoria                                       | Odbiorcy i nominowani                                    | Wynik     |
| ---- | ------------------------------------------------------------ | ---------- | ----------------------------------------------- | -------------------------------------------------------- | --------- |
| 1994 | 47. ceremonia wręczenia nagród Brytyjskiej Akademii Filmowej | BAFTA      | Najlepszy film                                  | Ismail Merchant, James Ivory, John Calley i Mike Nichols | nominacja |
| 1994 | 47. ceremonia wręczenia nagród Brytyjskiej Akademii Filmowej | BAFTA      | Najlepsza aktorka pierwszoplanowa               | Emma Thompson                                            | nominacja |
| 1994 | 47. ceremonia wręczenia nagród Brytyjskiej Akademii Filmowej | BAFTA      | Najlepszy aktor pierwszoplanowy                 | Anthony Hopkins                                          | nominacja |
| 1994 | 47. ceremonia wręczenia nagród Brytyjskiej Akademii Filmowej | BAFTA      | Najlepszy scenariusz adaptowany                 | Ruth Prawer Jhabvala                                     | nominacja |
| 1994 | 47. ceremonia wręczenia nagród Brytyjskiej Akademii Filmowej | BAFTA      | Najlepsze zdjęcia                               | Tony Pierce-Roberts                                      | nominacja |
| 1994 | 47. ceremonia wręczenia nagród Brytyjskiej Akademii Filmowej | BAFTA      | Nagroda im. Davida Leana za najlepszą reżyserię | James Ivory                                              | nominacja |
| 1994 | 66. ceremonia wręczenia Oscarów                              | Oscar      | Najlepszy film                                  | Ismail Merchant, John Calley i Mike Nichols              | nominacja |
| 1994 | 66. ceremonia wręczenia Oscarów                              | Oscar      | Najlepszy aktor pierwszoplanowy                 | Anthony Hopkins                                          | nominacja |
| 1994 | 66. ceremonia wręczenia Oscarów                              | Oscar      | Najlepsza aktorka pierwszoplanowa               | Emma Thompson                                            | nominacja |
| 1994 | 66. ceremonia wręczenia Oscarów                              | Oscar      | Najlepszy reżyser                               | James Ivory                                              | nominacja |
| 1994 | 66. ceremonia wręczenia Oscarów                              | Oscar      | Najlepszy scenariusz adaptowany                 | Ruth Prawer Jhabvala                                     | nominacja |
| 1994 | 66. ceremonia wręczenia Oscarów                              | Oscar      | Najlepsza muzyka oryginalna                     | Richard Robbins                                          | nominacja |
| 1994 | 66. ceremonia wręczenia Oscarów                              | Oscar      | Najlepsza scenografia                           | Ian Whittaker i Luciana Arrighi                          | nominacja |
| 1994 | 66. ceremonia wręczenia Oscarów                              | Oscar      | Najlepsze kostiumy                              | Jenny Beavan i John Bright                               | nominacja |
| 1994 | 51. ceremonia wręczenia Złotych Globów                       | Złoty Glob | Najlepszy dramat                                | Okruchy dnia                                             | nominacja |
| 1994 | 51. ceremonia wręczenia Złotych Globów                       | Złoty Glob | Najlepszy aktor w dramacie                      | Anthony Hopkins                                          | nominacja |
| 1994 | 51. ceremonia wręczenia Złotych Globów                       | Złoty Glob | Najlepszya aktorka w dramacie                   | Emma Thompson                                            | nominacja |
| 1994 | 51. ceremonia wręczenia Złotych Globów                       | Złoty Glob | Najlepszy reżyser                               | James Ivory                                              | nominacja |
| 1994 | 51. ceremonia wręczenia Złotych Globów                       | Złoty Glob | Najlepszy scenariusz                            | Ruth Prawer Jhabvala                                     | nominacja |